# مقاطعة مي زوتشي
مقاطعة مي زوتشي (بالبرتغالية Mé-Zóchi)، هي إحدى مقاطعات محافظة ساو تومي. وهي واحدة من بين المقاطعات السبع التي تشكل الجزر الاستوائية في المحيط الأطلسي في ساو تومي وبرينسيب. تعد ثاني أكبر المقاطعات من حيث السكان وتغطي مساحة 122 كيلومتر مربع. وعاصمة المقاطعة هي ترينداد. ويبلغ عدد سكانها 46,265 نسمة (عام 2012). والجزء الأقل سكانا هو الجزء الجنوبي الغربي، فإن جزء كبير من المنطقة سوف يصبح جزءا من منطقة مترو العاصمة ساو تومي.

## الاقتصاد
الاقتصاد الرئيسي في المنطقة هي الزراعة وتشكل زراعة في المنطقة جزءًا كبيرًا من الإنتاج الزراعي في البلاد. والبن والكاكاو هو انتاجها الرئيسي. وفقًا للمعهد الوطني للإحصاء، فإنه 26.28% من السكان هم ريفيون.

## توأمة
لمقاطعة مي زوتشي اتفاقيات توأمة مع:
- غيمارايش (30 يونيو 1989 - )[4]